# Barri Illa Santacana
Illa Santacana és un barri de Martorell, construït als anys 60 del segle xx. Barri de gent treballadora, molt degradat, des de fa uns 15 anys. Disposa d'instal·lacions esportives, on destaquen les piscines Francesc Santacana. Ha estat castigat diverses voltes per la crescuda del sistema fluvial Anoia-Llobregat. En realitat, el barri no s'havia d'haver construït mai al trobar-se sobre terrenys de l'Horta de Martorell i, per tant, inundables.
El Barri es troba envoltat de zones d'aparcament que donen servei a l'àrea de la Vila.
El Barri Illa Santacana té una gran potencialitat estètica si es creés el moltes vegades parlat Parc Fluvial de l'Anoia.
Inclou el bloc de pisos Santacana, el que es troba en pitjor estat de manteniment de tot el Barri, i potser de tot Martorell, amb patologies estructurals molt greus.
Disposa d'una Associació de Veïns, que ha tingut una tasca important en el camp de l'organització del lleure al Barri, però que no ha aconseguit, per ara, l'ajut de l'administració per crear la transformació profunda del Barri.
Alguns habitants del Barri pensen que s'hauria de federar amb els altres Barris de l'antic Martorell, per exemple: Portal d'Anoia, Rosanes, Pont del Diable, etc., inclús Barri Can Carreres, a fi de cercar solucions conjuntes.
Dades de població del barri:
- Catalanoparlants en preferència: 20 per cent.
- Castellanoparlants en preferència: 60 per cent.
- Altres idiomes, sobretot àrab i berber: 20 per cent.

Religió
- Cristians practicants: 5 per cent.
- Cristians no practicants: 75 per cent.
- Altres religions: 10 per cent.
- Sense religió: 10 per cent